# Osteochilus borneensis
Osteochilus borneensis är en fiskart som först beskrevs av Bleeker, 1857.  Osteochilus borneensis ingår i släktet Osteochilus och familjen karpfiskar. Inga underarter finns listade i Catalogue of Life.